# فریشاوا پود ژاکوووو هوروو
فریشاوا پود ژاکوووو هوروو (به چکی: Fryšava pod Žákovou horou) یک منطقهٔ مسکونی در جمهوری چک است که در ناحیه ژدار ناد سازاووو واقع شده‌است. فریشاوا پود ژاکوووو هوروو ۱۲٫۵۳ کیلومتر مربع مساحت و ۳۴۳ نفر جمعیت دارد و ۷۰۸ متر بالاتر از سطح دریا واقع شده‌است.